# Найдёнов, Олег Петрович
Оле́г Петро́вич Найдёнов (28 июля 1947, Тернополь, СССР — 22 мая 2003, Мурманск, Россия) — глава города Мурманска в 1991—2003 годах. Почётный гражданин города-героя Мурманска (2004, посмертно). Награждён орденом Дружбы и медалью Ветеран труда (1988). Заслуженный строитель Российской Федерации.

## Биография
Родился 28 июля 1947 года в семье военнослужащего в Тернополе. В 1966 году окончил техникум механизации сельского хозяйства в городе Бережаны Тернопольской области. После службы в армии в начале 1969 года приехал в Мурманск, где в течение 18 лет работал в строительных организациях. В 1988 году окончил Ленинградский институт инженеров железнодорожного транспорта по специальности «Экономика и организация строительства».
В 1987 году стал заместителем председателя исполкома Первомайского районного Совета. С 1990 года — председатель Первомайского райисполкома. В ноябре 1991 года был назначен главой администрации города Мурманска. С ноября 1996 года — первый в истории города всенародно избранный мэр Мурманска. В марте 2000 года был вновь избран мэром города, получив на выборах 84,1 %. Уровень доверия к действующему мэру был одним из самых высоких среди региональных политиков. Занимал пост вице-президента Союза городов Заполярья и Крайнего Севера.
Скончался после продолжительной болезни 22 мая 2003 года, похоронен в Мурманске на городском кладбище.

## Память
- Именем Найдёнова названы культурно-парковый комплекс у Семёновского озера в Мурманске
- Мурманский детский театральный центр
- На Храме Спаса на водах, инициатором строительства которого он являлся, установлена мемориальная доска.
- Проводится ежегодный турнир по кикбоксингу его имени.
- На конкурсе ледяных фигур «Снежная фантазия» учреждён приз его имени.
- Траулер «Олег Найдёнов»[5][6] Мурманского тралового флота, ранее носивший имя «Леонид Гальченко» (до 2005), затонул в 2015 году близ Канарских островов.